# Ponta Cruzeiro
A Ponta Cruzeiro é uma formação geológica costeira de São Tomé e Príncipe, localizado na ilha de São Tomé, a Norte da província de Lobata, este acidente geológico localiza-se entre a Ponta Fernão Dias e a Praia dos Tamarinos.